# Margherita Sarfatti
Margherita Sarfatti, nata Grassini (Venezia, 8 aprile 1880 – Cavallasca, 30 ottobre 1961), è stata una critica d'arte italiana, nota per essere stata un'amante di Benito Mussolini e per la sua importanza nel panorama culturale internazionale del tempo. Si formò sugli scritti di John Ruskin. Fu la prima donna, non solo in Italia, ad occuparsi con competenza e dedizione di critica d'arte e a promuovere, con pagine giornalistiche molto lette, una maggiore emancipazione femminile.
Fu una convinta sostenitrice del fascismo e collaborò attivamente con Benito Mussolini, promuovendo la sua immagine pubblica attraverso la biografia Dux e contribuendo al consolidamento del regime attraverso il movimento culturale del Novecento Italiano.

## Biografia
Ultima di quattro figli, nacque da una ricca e nota famiglia ebraica. Il padre, Amedeo Grassini, era una personalità di grandissimo spicco: avvocato e amico del patriarca di Venezia Giuseppe Sarto (il futuro papa Pio X), condusse, con Giuseppe Musatti, una fiorente carriera imprenditoriale: fondatore della prima società di vaporetti di Venezia (città di cui era consigliere comunale), costituì anche un gruppo finanziario per avviare la trasformazione del Lido in località turistica. Il prestigio dei Grassini crebbe ulteriormente quando lasciarono il Ghetto per trasferirsi nello storico palazzo Bembo, sul Canal Grande (1894). La madre si chiamava Emma Levi ed era cugina dello scienziato Giuseppe Levi, padre della scrittrice Natalia Ginzburg.
Già per sua natura assai dotata intellettualmente, ricevette un'ottima istruzione, imparando correntemente quattro lingue, tra cui inglese, francese e tedesco. Fu educata in casa e poté usufruire di insegnanti quali Antonio Fradeletto, Pietro Orsi e Pompeo Gherardo Molmenti. Grazie alla posizione del padre, ebbe inoltre modo di conoscere personalmente numerosi letterati quali Israel Zangwill, Gabriele D'Annunzio e i Fogazzaro (Giuseppe e lo scrittore Antonio).
Fu Antonio Fogazzaro ad avvicinarla al cristianesimo. Comunque, anche dopo la conversione, che avverrà anni dopo, Margherita Sarfatti mantenne sempre il proprio ebraismo, quale retaggio puramente culturale, «come bagaglio dottrinale e intellettuale da sfruttare». Ebbe un approccio personale col cristianesimo adogmatico e liberale di Fogazzaro, del quale ammirò soprattutto la critica del positivismo e dello scientismo, il misticismo e l’irrazionalismo volontarista, capace di coniugare tradizione e modernità, posizioni che si confacevano alla sua indole e che l'avevano spinta ad allontanarsi dall'ortodossia ebraica.

### Impegno culturale

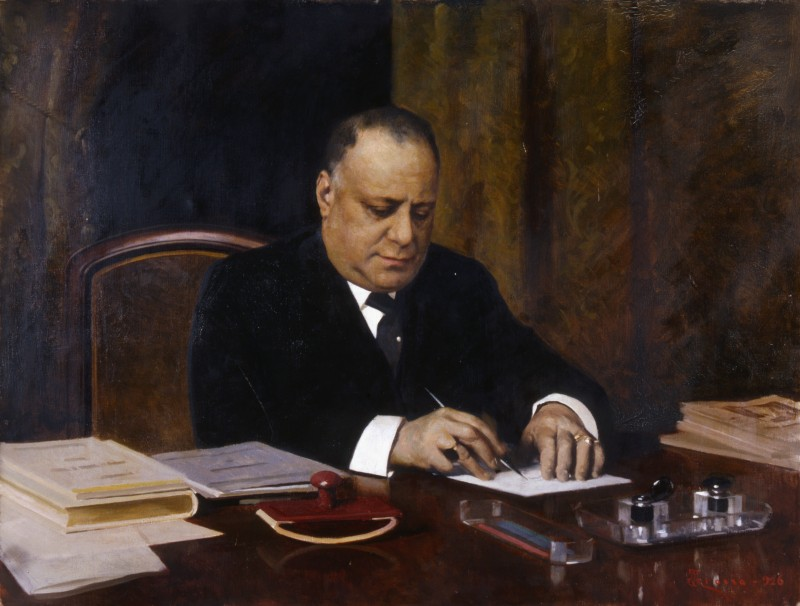
Giacomo Grosso
Ritratto dell'onorevole avvocato Cesare Sarfatti (1926)

Nel 1898, nonostante il divieto dei genitori, sposa l'avvocato Cesare Sarfatti, militante socialista, e ne assume il cognome, con cui firmerà tutte le sue opere. Nel 1902 si trasferisce a Milano, dove inizia a scrivere sull'Avanti! della domenica. Nel 1909 è assunta come responsabile della rubrica di critica d'arte dell'Avanti!, organo di stampa ufficiale del Partito socialista italiano. Tra il 1902 e il 1905 collabora con il periodico Unione femminile, organo di stampa dell'omonima associazione, impegnata per l'emancipazione femminile. Studia il pensiero di Vilfredo Pareto, Georges Sorel, Henri Bergson e Charles Péguy. La Sarfatti era convinta che occorresse «educare attraverso l'arte, la letteratura, le iniziative umanitario-filantropiche».
Nel 1912 Anna Kuliscioff fonda e dirige la rivista La difesa delle lavoratrici, alla quale sono chiamate a collaborare le donne socialiste italiane; anche la Sarfatti si rende disponibile a fornire un contributo sia con articoli, sia con sovvenzioni personali in denaro. Nello stesso anno incontra Benito Mussolini, non ancora trentenne, dirigente del PSI in procinto di divenire direttore dell'Avanti!, organo ufficiale del partito. Tra i due nasce una relazione che si trasformerà in un sentimento più profondo, durato vent'anni. Nel 1913 la Sarfatti condivide con Mussolini l'impianto della rivista Utopia. Nel 1918 è assunta come redattrice a Il Popolo d'Italia, il quotidiano fondato e diretto dal futuro dittatore.

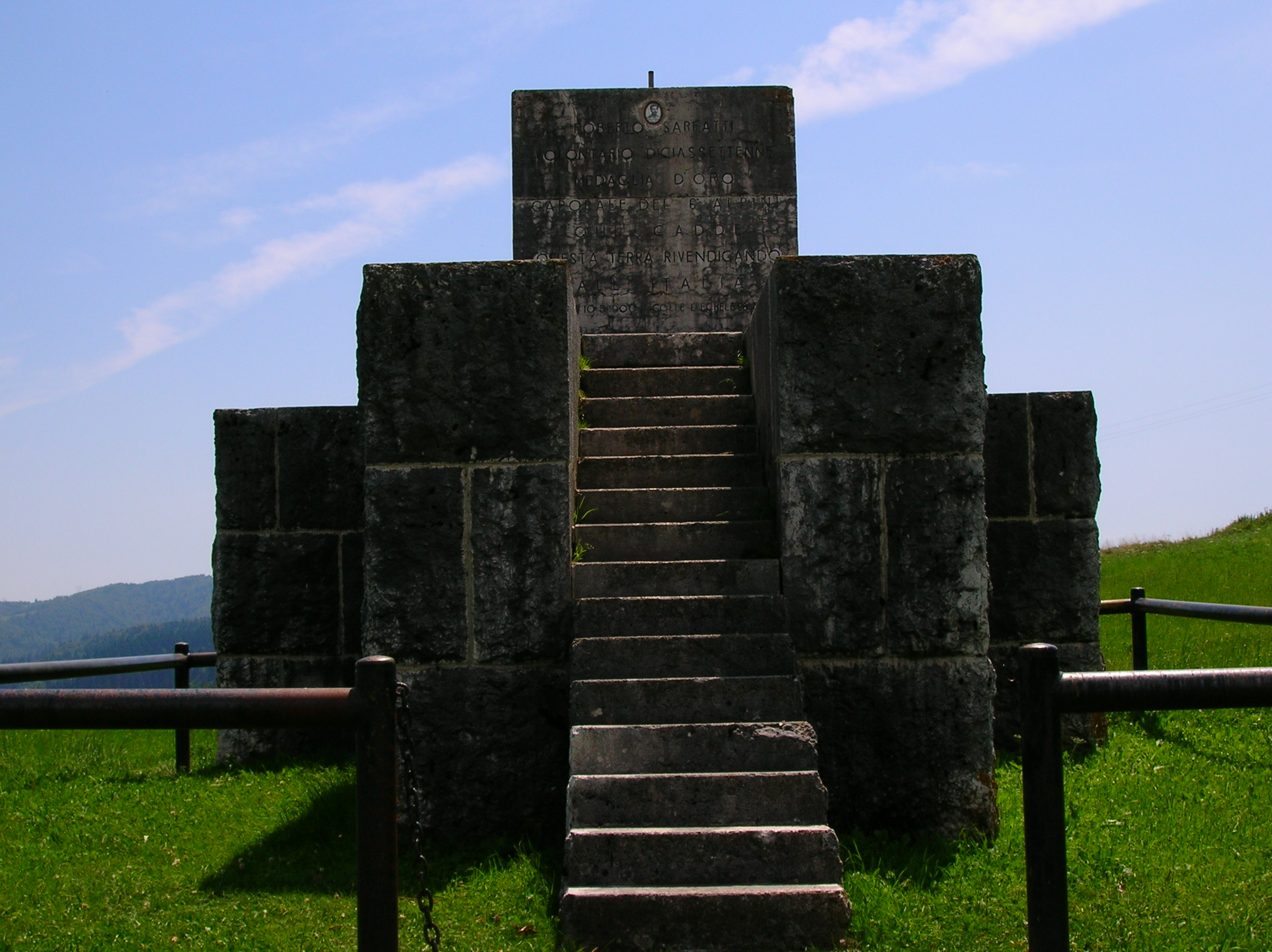
Il monumento a Roberto Sarfatti (1900-1918)

Il 28 gennaio 1918 suo figlio Roberto, volontario nella prima guerra mondiale, caporale nel VI Reggimento Alpini, viene ucciso, non ancora diciottenne, nel corso di un assalto sul Col d'Echele, sull'altopiano di Asiago, durante la prima battaglia dei Tre Monti. A ricordo dell'episodio, per il quale al giovane verrà conferita una medaglia d'oro al valor militare, sul luogo dove era morto il figlio, la madre fa erigere un monumento funebre progettato da Giuseppe Terragni.
Intorno agli anni venti, il suo salotto milanese al numero 93 di corso Venezia, frequentato da molti intellettuali e artisti, era uno dei più esclusivi di Milano, città che la Sarfatti mirava a riportare a un ruolo di centralità culturale a livello nazionale. Muovendosi in questa direzione, nel salotto accoglie il gruppo futurista, letterati come Massimo Bontempelli con Ada Negri, la coppia di scultori Medardo Rosso e Arturo Martini. Talvolta interviene lo stesso Mussolini.
Nello stesso periodo diviene direttrice editoriale di Gerarchia, la rivista di teoria politica fondata da Benito Mussolini. Nel 1922, con il gallerista Lino Pesaro e gli artisti Anselmo Bucci, Leonardo Dudreville, Achille Funi, Gian Emilio Malerba, Pietro Marussig, Ubaldo Oppi e Mario Sironi, fonda il cosiddetto Gruppo del Novecento, le cui opere vengono esposte per la prima volta nel 1923 alla galleria Pesaro di Milano. A causa della sua adesione al fascismo – sancita nel 1925 dalla sottoscrizione al Manifesto degli intellettuali fascisti – alcuni artisti si allontanano dal suo sodalizio culturale, non condividendo il progetto della Sarfatti di contribuire alla nascita di una cosiddetta arte fascista.
Tuttavia, nonostante le polemiche, nell’ambito della XCIII Esposizione degli Amatori e Cultori di Belle Arti di Roma organizza la successiva mostra dal titolo Dieci artisti del Novecento italiano (Roma, 1927), nella quale fa esporre i principali pittori romani, fra i quali Amerigo Bartoli Natinguerra, Gisberto Ceracchini, Virgilio Guidi, Carlo Socrate, Francesco Trombadori, Luigi Trifoglio. Alla mostra non mancano di partecipare tutti i maggiori artisti italiani.
Divenuta vedova nel 1924, Margherita Sarfatti si dedica alla stesura della prima biografia autorizzata di Mussolini. Il testo – rivisto accuratamente dallo stesso Mussolini – viene pubblicato dapprima nel 1925 in Inghilterra, col titolo The Life of Benito Mussolini, e l'anno successivo in Italia col titolo Dux. Per la notorietà del personaggio e per la familiarità dell'autrice con il dittatore, il libro ha un enorme successo di vendite (un milione e mezzo di copie vendute solo in Italia e 17 edizioni) e verrà tradotto in 18 lingue, compreso il turco e il giapponese. Per quanto discreta (e non esclusiva), la relazione tra la Sarfatti e Mussolini continua nel decennio successivo, fatta di incontri segreti a Palazzo Venezia, non mancando di suscitare in più di un'occasione le gelosie di Rachele Mussolini. Nel 1928, dall'originaria fede ebraica si converte al cattolicesimo. L'anno dopo si trasferisce a Roma con i figli. Nel 1932 però, Mussolini fa un improvviso voltafaccia e la scrittrice viene allontanata dal Popolo d'Italia; in cerca di un nuovo giornale, approda alla Stampa di Torino.

### Espatrio negli Stati Uniti e in Argentina
Nel gennaio 1934 ottiene il passaporto e il permesso di espatriare. Lascia la direzione editoriale di Gerarchia e si reca negli Stati Uniti d'America per un lungo viaggio. È accolta ufficialmente alla Casa Bianca da Eleanor Roosevelt con gli onori riservati alla moglie di un capo di Stato. Alla NBC spiega il fascismo, ma in quegli anni i rapporti con Mussolini si deteriorano rapidamente per la svolta intransigente della politica fascista. In una relazione in cui politica e passione furono sempre strettamente connesse, anche la separazione fu al tempo stesso politica e privata. La Sarfatti si oppone all'avventura coloniale e all'alleanza con Hitler, e Clara Petacci ne prende il posto di prima amante. Nel 1936 Mussolini le fa intendere che non sarà più ricevuta a Palazzo Venezia.
Con la promulgazione delle leggi razziali nel 1938, la Sarfatti si allontana dall'Italia. Si trasferisce dapprima a Parigi, dove tiene conferenze sulla letteratura. Ha rapporti con Jean Cocteau, incontra di nuovo Alma Mahler, che di lei disse: «Quando la incontrai in Italia era una regina senza corona, ora è una mendicante reale in esilio». Quindi cerca inutilmente di recarsi negli Stati Uniti; alla fine si rifugia per sei anni in Uruguay e Argentina. Trascorre l'estate a Montevideo, dove l'attende il figlio Amedeo, e l'inverno nella vicina Buenos Aires. Scrive per alcuni giornali delle due capitali, divise dall'immenso Río de la Plata. Qui stringe amicizia con il pittore Emilio Pettoruti, le scrittrici sorelle Victoria e Silvina Ocampo e il giornalista Natalio Botana. In Sudamerica comincia a scrivere anche le sue memorie (tuttora inedite), una rivisitazione del suo Dux e dei suoi vent'anni trascorsi a fianco di Mussolini. Il titolo avrebbe dovuto essere Mea culpa, poi opta per l'inglese My Fault.
La sorella Nella Grassini Errera, rimasta in Italia, è deportata con il marito e muore ad Auschwitz.

### Ritorno in Italia

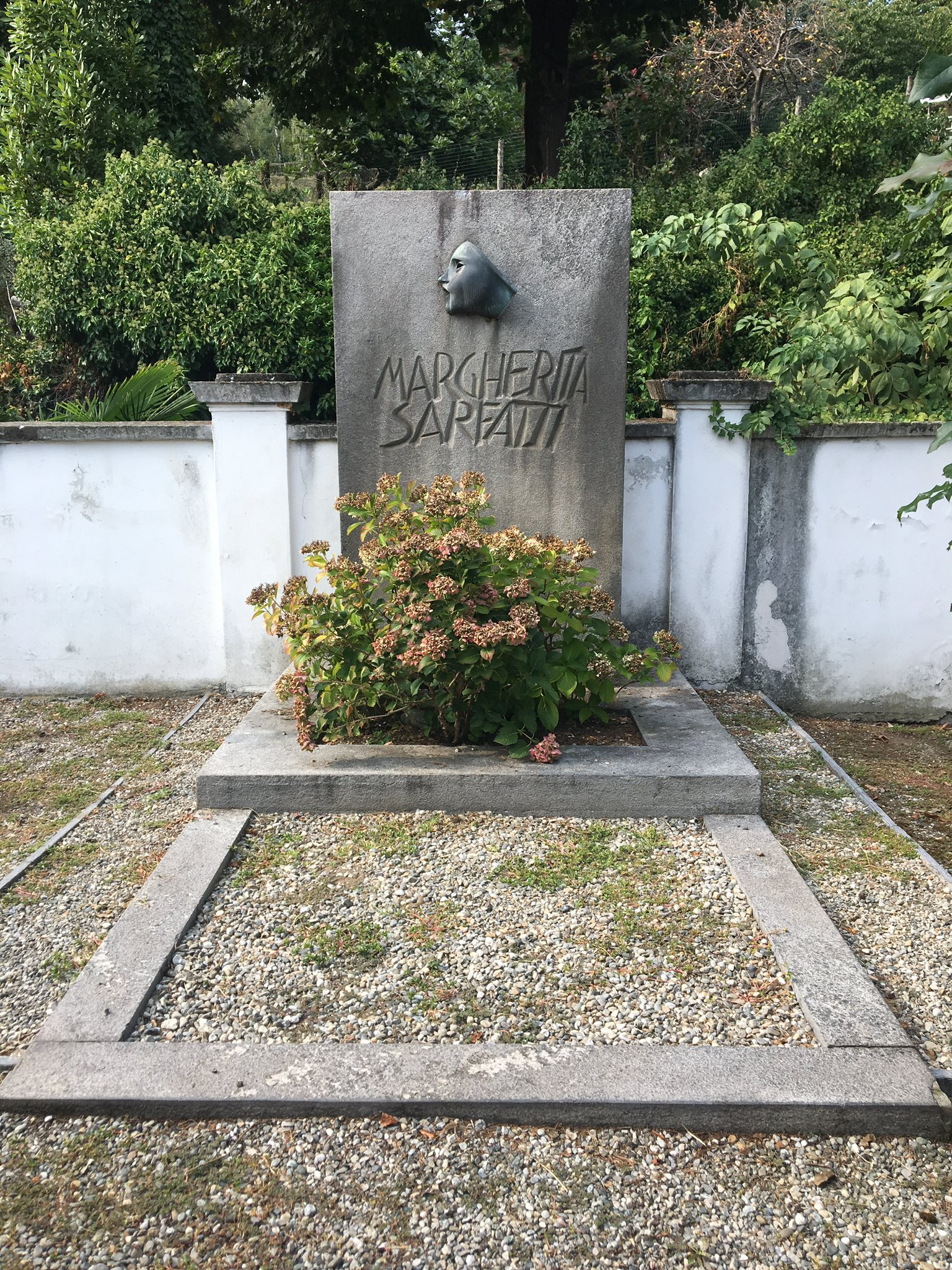
La Tomba di Margherita Sarfatti nel cimitero di Cavallasca (CO)

Margherita Sarfatti rientra in Italia solo nel 1947, a guerra finita e con il ripristino delle libertà democratiche. Qualche anno dopo, nel 1955, pubblica il libro di memorie Acqua passata. Vive appartata nella sua villa nel comune di Cavallasca, presso Como, fino alla morte avvenuta nel 1961, all'età di ottantun anni, ed è sepolta nel locale cimitero.
L'archivio di Margherita Sarfatti è conservato all'Archivio del '900 del Mart di Rovereto.

## Riconoscimenti

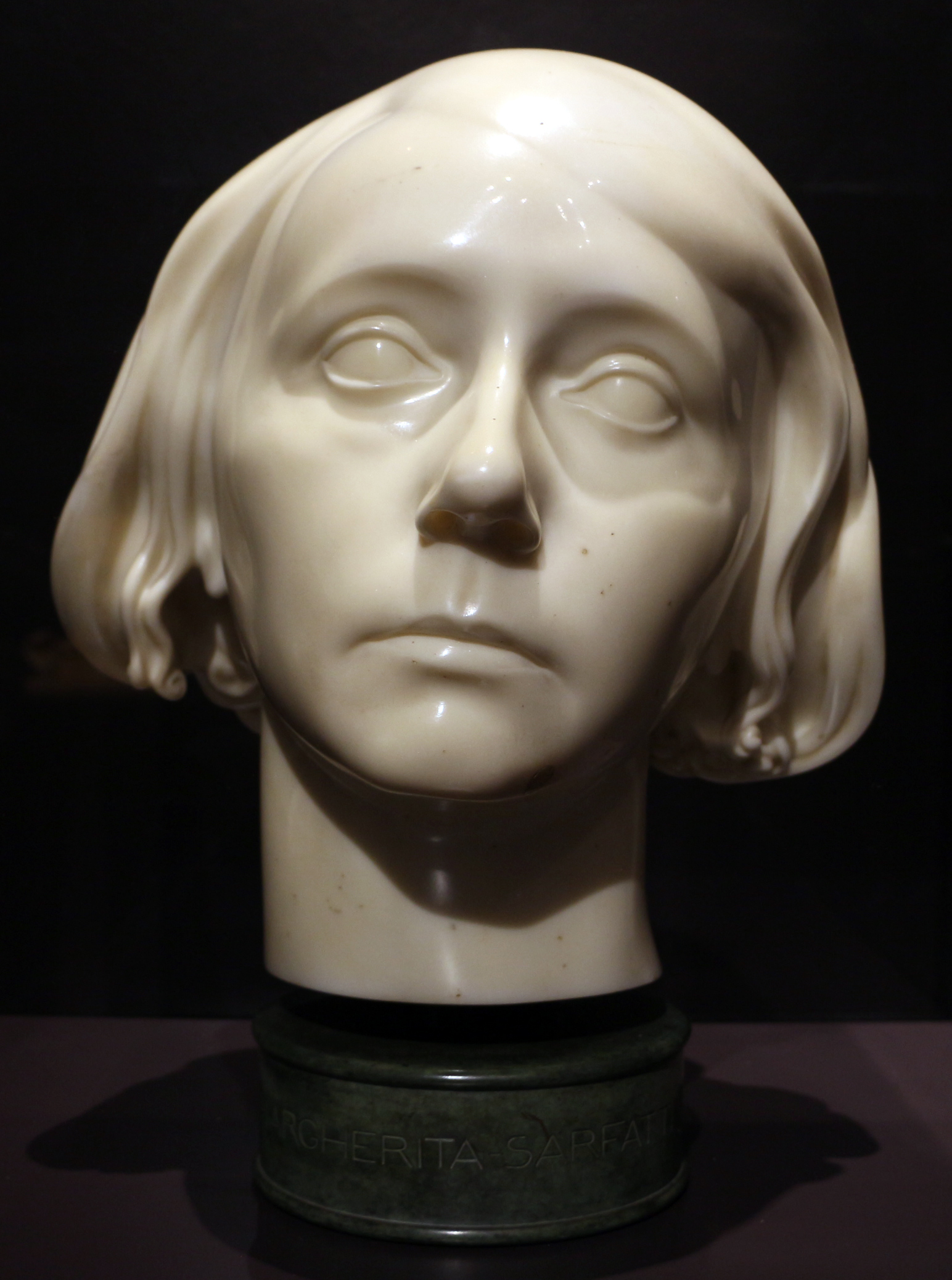
Margherita Sarfatti ritratta in scultura da Adolfo Wildt

A Margherita Sarfatti Ada Negri dedicò la sua prima raccolta di prose, Le solitarie.

## Nella cultura di massa
- Nella miniserie televisiva Il giovane Mussolini di Gianluigi Calderone del 1993 è interpretata da Raffaella Azim.
- Nella serie televisiva M - Il figlio del secolo di Joe Wright del 2025 è interpretata da Barbara Chichiarelli.

## Opere
- La milizia femminile in Francia, Milano, Rava & C., 1915.
- La fiaccola accesa. Polemiche d'arte, Milano, Istituto editoriale italiano, 1919.
- L'esposizione post-impressionista e futurista del pittore Emilio Notte, in "Cronache d'attualità", Roma, 5 giugno 1919.
- Cronache del mese, "Ardita", Milano, I, 15 giugno 1919, p. 254
- Tunisiaca, Milano-Roma, Mondadori, 1923.
- (EN) Margherita G Sarfatti; Benito Mussolini, The life of Benito Mussolini, London, Thornton Butterworth, 1925, OCLC 955403029.
- I vivi e l'ombra. Liriche, Milano, Facchi, 1921; Milano, A. Mondadori, 1934.
- Achille Funi, Milano, Hoepli, 1925.
- The Life of Benito Mussolini, London, Thornton Butterworth, 1925.
- Segni, colori e Luci. Note d'arte, Bologna, N. Zanichelli, 1925.
- Dux, Milano, Mondadori, 1926.
- Mostra personale del pittore Lorenzo Viani. Dal 18 al 31 gennaio 1929 (esame critico), Milano, Galleria, 1929.
- Il palazzone. Romanzo, Milano, Mondadori, 1929.
- Storia della pittura moderna, Roma, Cremonese, 1930.
- Segni del meridiano, Napoli, Mazzoni, 1931.
- Diciottesima Esposizione Biennale Internazionale d'Arte. 1932 Catalogo [con saggi di M. Sarfatti et al.], Venezia, Carlo Ferrari, 1932.
- Daniele Ranzoni, Roma, Reale Accademia d'Italia, 1935.
- L'America, ricerca della felicità, Milano-Verona, A. Mondadori, 1937.
- Casanova contro Don Giovanni, Milano, A. Mondadori, 1950.
- Acqua passata, Bologna, Cappelli, 1955.
- L'Amore svalutato, Roma, E.R.S., 1958.